# فیورنتسو کارپی
فیورنتسو کارپی (ایتالیایی: Fiorenzo Carpi؛ ۱۹ اکتبر ۱۹۱۸ – ۲۱ مهٔ ۱۹۹۷) موسیقی‌دان و آهنگساز اهل ایتالیا بود.
از فیلم‌ها و مجموعه‌های تلویزیونی که وی در آن‌ها نقش داشته‌است، می‌توان به دوران کودکی، حرفه و نخستین تجربه جاکومو کازانووا، اهل ونیز، سیمونا، تا زمانی که ازدواج یکی‌مان کند، دل‌های شکسته، زوزه، سالن کیتی، ژنرال ایستاده می‌خوابد و ماجراهای پینوکیو اشاره نمود.
هنرمند ایتالیایی و کارگردان نمایش و اپرا جورجو استلر در مورد او گفته است:
تئاتر من... با نغمه‌های فیورنتسو کارپی سرپا مانده است. بسیار پیش آمده که موسیقی او، چه از همان آغاز و چه در جریان کار، روشنگری درونی‌ای را که نیاز داشتم به من بخشیده؛ روشنایی‌ای بر «همه‌چیز»ی که خودم درکش نمی‌کردم...— جورجو استلر 